# Pechtropfenexperiment

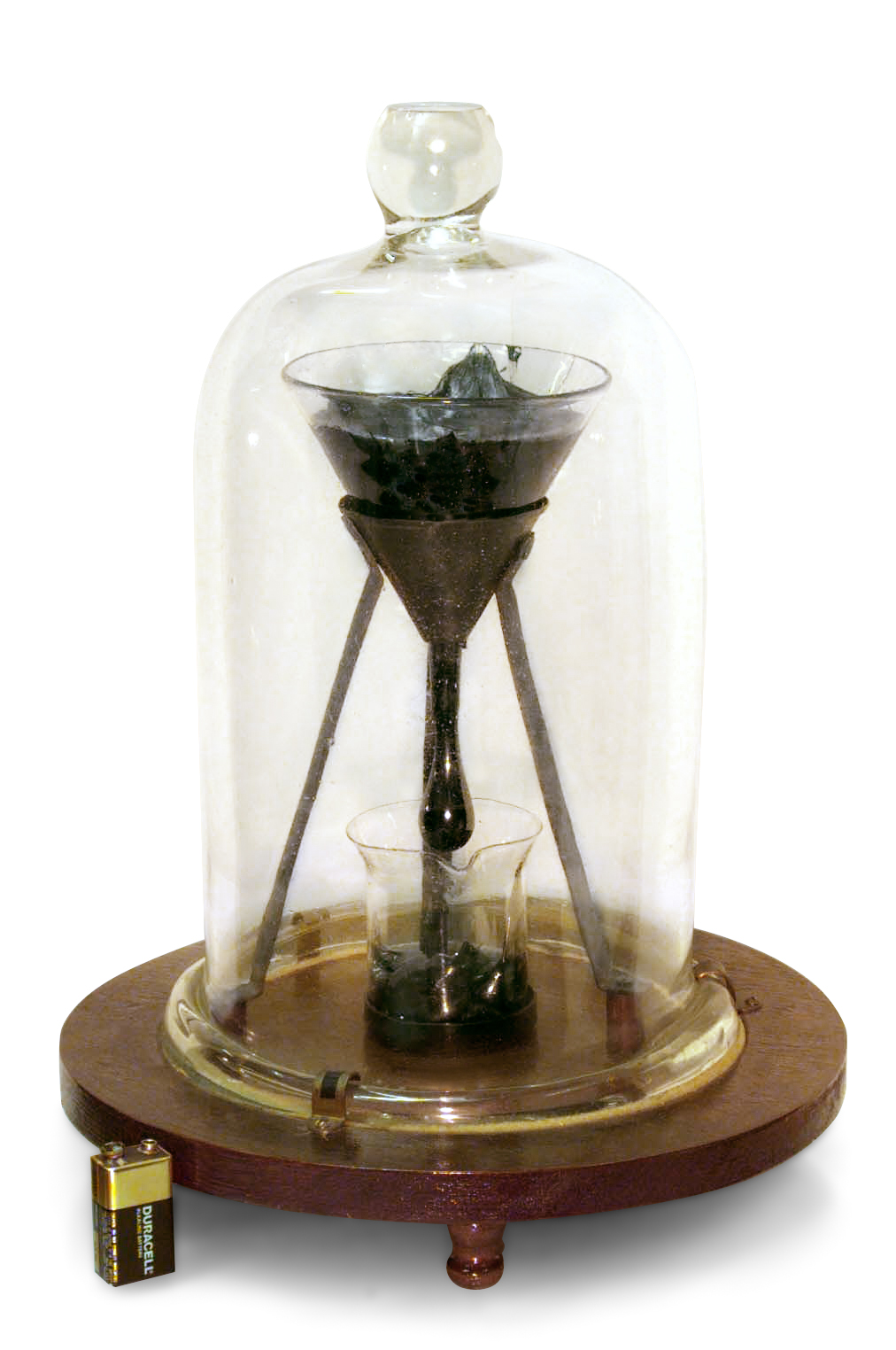
Das Experiment

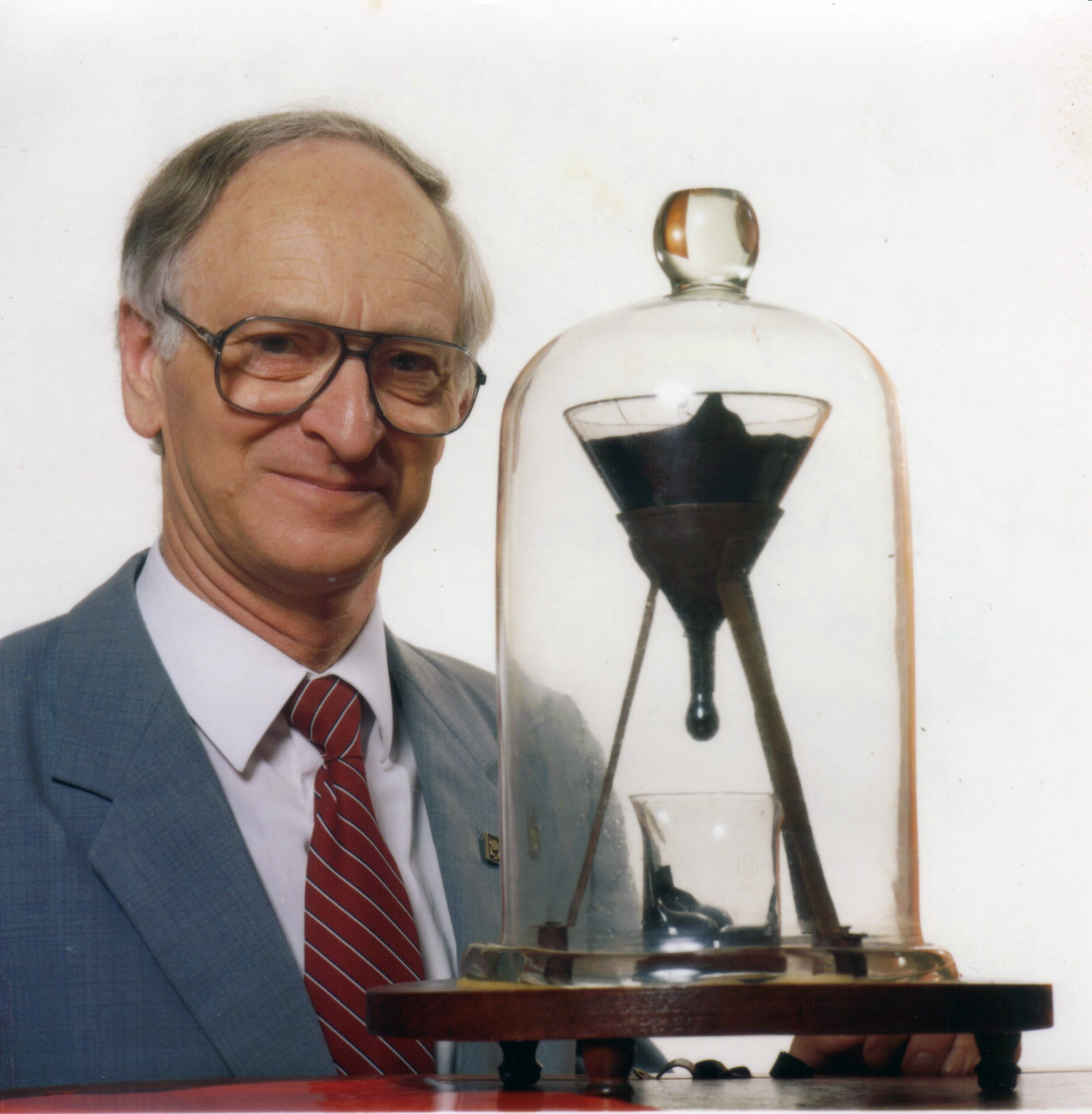
Das Experiment mit John Mainstone (1990)

Das Pechtropfenexperiment ist ein Langzeitversuch zur Beobachtung des Tropfverhaltens von Pech, einem bei Zimmertemperatur superzähen Stoff, der augenscheinlich ein Feststoff ist.

## Durchführung
1927 begann Thomas Parnell, Professor an der Universität von Queensland in Brisbane, Australien, mit den Vorbereitungen zum Experiment. Er goss erwärmtes Pech in einen unten verschlossenen Trichter und ließ dem Stoff drei Jahre Zeit, sich zu setzen. 1930 wurde der Trichter geöffnet und das Pech begann zu fließen.
Der erste Tropfen fiel im Jahr 1938, weitere folgten 1947, 1954, 1962, 1970, 1979, 1988, 2000 und 2014.
John Mainstone verwaltete das Experiment von 1961 bis zu seinem Tod im Jahr 2013.
Das Experiment findet nicht unter kontrollierten Bedingungen statt. Insbesondere Temperaturschwankungen über die Jahrzehnte haben Einfluss auf die Tropfenfolge. Die Installation einer Klimaanlage brachte das Experiment sogar nur noch weiter durcheinander, da es statt warmen Sommern und kalten Wintern nun warme Winter und kalte Sommer gab. Das hatte zur Folge, dass sich der Tropfen von 2000 nicht im Sommer, sondern im Winter ablöste. Er war außerdem so groß, dass der Raum zwischen Trichter und Becherglas nicht ausreichte, um abzutropfen.
Über Jahrzehnte hinweg konnte kein fallender Tropfen beobachtet werden, da zu den entsprechenden Zeitpunkten nie ein Auge auf das Experiment gerichtet war, bzw. die seit den 1990er Jahren zur Beobachtung des Experiments installierte Webcam beim Fall des achten Tropfens am 28. November 2000 versagte. Erst vom neunten Tropfen konnte im April 2014 endlich ein Film aufgenommen werden, als dieser den Boden berührte. Jedoch bleibt er noch mit dem Trichter verbunden, wie auch der achte Tropfen sich bis 2014 noch nicht vollständig gelöst hatte.
Bei einem gleichartigen Experiment, das am Trinity College in Dublin im Oktober 1944 begonnen wurde, gelang es bereits im Juli 2013, einen fallenden Tropfen zu filmen.

## Auszeichnungen
2003 erfolgte die Aufnahme ins Guinness-Buch der Rekorde als das
„am längsten andauernde Laborexperiment“ der Welt.
Für die wissenschaftliche Leistung wurde Thomas Parnell (posthum) zusammen mit John Mainstone, der das Experiment nach Parnells Tod leitete, im Jahr 2005 in der Kategorie Physik mit dem satirischen Ig-Nobelpreis ausgezeichnet.

## Chronologie
Im Foyer der Fakultät für Physik der Universität von Queensland in Brisbane wird das pitch drop-Experiment durchgeführt, um zu Unterrichtszwecken die Fließfähigkeit und die sehr hohe Viskosität von Pech zu veranschaulichen, das 1927 von Professor Thomas Parnell, dem ersten Professor für Physik an der Hochschule, ins Leben gerufen wurde.
Der erste Bericht über die Pechtropfen erschien 1976 in einer Zeitung. Bis zum Erscheinen des wissenschaftlichen Papers verstrichen weitere acht Jahre.
| Datum             | Ereignis                     | Dauer (Monate) |
| ----------------- | ---------------------------- | -------------- |
| 1927              | Experiment wurde vorbereitet |                |
| 1930              | Trichter wurde geöffnet      |                |
| Dezember 1938     | 1. Tropfen fiel              | 96–107         |
| Februar 1947      | 2. Tropfen fiel              | 99             |
| April 1954        | 3. Tropfen fiel              | 86             |
| Mai 1962          | 4. Tropfen fiel              | 97             |
| August 1970       | 5. Tropfen fiel              | 99             |
| April 1979        | 6. Tropfen fiel              | 104            |
| Juli 1988         | 7. Tropfen fiel              | 111            |
| 28. November 2000 | 8. Tropfen fiel              | 148            |
| April 2014        | 9. Tropfen fiel              | 158            |